# Баравни-Таг
Баравни-Таг (тадж. Баравни Таг) — сельский населённый пункт (тадж. деҳа) в Ванджском районе Горно-Бадахшанской автономной области Республики Таджикистан. Административно относится к сельской общине (джамоату) Водхуд.
Расположен в высокогорном районе. Расстояние от села до центра района (село Ванч) — 21 км, до центра общины (село Лугад) — 4 км.  
Население — 384 человек (2017 г.), таджики. 